# Uynarey
Uynarey est une île des Shetland.